# Jane Kramer
Jane Kramer (* 7. August 1938 in Providence, Rhode Island) ist eine US-amerikanische Journalistin und Schriftstellerin.

## Leben
Nach dem Abschluss eines Studiums der Anglistik am Vassar College im Jahr 1959 und an der Columbia University sammelte sie erste journalistische Erfahrungen beim The Morningsider und The Village Voice. 1964 wurde William Shawn auf sie aufmerksam und engagierte sie für das Magazin The New Yorker.
In den 1970er-Jahren pendelte sie zwischen den USA und Europa. 1981 etablierte sie sich als ständige Europa-Korrespondentin und Kolumnistin ("Letter from Europe") des New Yorker. Neben der Berichterstattung über europäische Staats- und Geschäftsleute und Großereignisse entwickelte sie ein besonderes Interesse an Außenseitern, die sich nur schwer in das "Neue Europa" einfügten.
Nach dem Bombenanschlag in Oklahoma City im Jahr 1995 wandte sie sich dem Themenbereich der rechtsextremen Milizen zu und veröffentlichte 2003 das Buch Der einsame Patriot.
Kramer gewann zahlreiche Auszeichnungen und Preise, darunter den Emmy Award. Sie ist Mitglied der American Academy of Arts and Letters (seit 2016), der American Academy of Arts and Sciences (seit 1996), des Council on Foreign Relations sowie Gründungs- und Vorstandsmitglied des Committee to Protect Journalists. Sie hat unter anderem an der Princeton University, am Sarah Lawrence College und als Regents Professor an der UC Berkeley gelehrt, im Herbst 1999 war sie Sidney Harman Writer-In-Residence am Baruch College der City University of New York.
2006 wurde sie als Ritter in die Ehrenlegion aufgenommen. Sie lebt mit ihrem Mann Vincent Crapanzano in Paris und New York.

## Werke (Auswahl)
- The last cowboy. Penguin Books, New York, NY [u. a.], 1990.
- Sonderbare Europäer: Gesichter und Geschichten. Eichborn, Frankfurt am Main 1994, Reihe Die Andere Bibliothek.
- Unter Deutschen. Briefe aus einem kleinen Land in Europa. Edition Tiamat, Berlin 1996. ISBN 3-923118-94-5
- Der einsame Patriot: die kurze Karriere eines amerikanischen Milizionärs. Edition Tiamat, Berlin 2003.